# SV Engineering
SV Engineering war ein britischer Hersteller von Automobilen.

## Unternehmensgeschichte
Jeff Ashton gründete 2001 das Unternehmen in Rugby in der Grafschaft Warwickshire. Er begann mit der Produktion von Automobilen und Kits. Der Markenname lautete Talon. 2002 endete die Produktion. Insgesamt entstanden etwa zwei Fahrzeuge.
Motion Car Development unter Leitung von James Hodds setzte die Produktion von 2004 bis 2007 fort und vermarktete die Fahrzeuge als Avelle.

## Fahrzeuge
Im Angebot stand nur ein Modell. Es war ein Coupé mit Mittelmotor. Ein V6-Motor vom Alpine A 610 trieb die Fahrzeuge an.